# Ruphay
Ruphay (del quítxua: raig de sol) és un grup musical originari de Bolívia especialitzat en la interpretació de música folclòrica boliviana. El grup fou fundat l'octubre del 1968 pel poeta, compositor i escriptor Mario Gutiérrez.